# Tarsaster fascicularis
Tarsaster fascicularis är en sjöstjärneart som först beskrevs av Perrier 1881.  Tarsaster fascicularis ingår i släktet Tarsaster och familjen Pedicellasteridae. Inga underarter finns listade i Catalogue of Life.